# Traumatismo pediátrico
El traumatismo pediátrico se refiere a una lesión traumática que le sucede a un bebé, niño o adolescente. Debido a las diferencias anatómicas y fisiológicas entre niños y adultos, el cuidado y manejo de esta población difiere.

## Diferencias anatómicas y fisiológicas en los niños
Existen importantes diferencias anatómicas y fisiológicas entre niños y adultos. Por ejemplo, los órganos internos están más cerca uno de otro en los niños que en los adultos; esto coloca a los niños en mayor riesgo de lesión traumática.
Los niños presentan un desafío único en el cuidado de los traumatismos porque son tan diferentes de los adultos —anatómica, desarrollada, fisiológica y emocionalmente—. Un estudio publicado a principios de 2006 en el Journal of Pediatric Surgery concluyó que el riesgo de muerte para los niños lesionados es significativamente menor cuando la atención se presta en los centros de traumatismo pediátrico en lugar de en los centros de traumatismo no pediátricos. Sin embargo, sólo alrededor del 10% de los niños lesionados son tratados en centros de traumatismo pediátrico. Las tasas de mortalidad más altas ocurren en los niños que son tratados en áreas rurales sin centros de traumatismo de acceso.
Una parte importante de la gestión del traumatismo en los niños es la estimación de peso. Existen varios métodos para estimar el peso, incluyendo la cinta de Broselow, la fórmula de Leffler y la fórmula de Theron. De estos tres métodos, la cinta de Broselow es la más precisa para la estimación de peso en niños ≤ 25 kg, mientras que la fórmula de Theron se comporta mejor con pacientes que pesan > 40 kg.
Debido a la geometría básica, la relación entre el peso del niño y la superficie es menor que la de un adulto, los niños pierden más fácilmente su calor corporal a través de la radiación y tienen un mayor riesgo de hipotermia. El tamaño de cuerpo más pequeño en los niños a menudo los hace más propensos a la lesión politraumática.

## Manejo
El manejo de los traumatismos pediátricos depende del conocimiento de las diferencias fisiológicas, anatómicas y de desarrollo en comparación con un paciente adulto, lo que requiere conocimientos especializados en esta área. En el contexto prehospitalario pueden surgir problemas con el tratamiento de pacientes pediátricos debido a la falta de conocimiento y recursos involucrados en el tratamiento de estas lesiones. A pesar del hecho de que sólo hay una ligera variación en los resultados en los centros de traumatología de adultos, la atención definitiva se puede lograr mejor en un centro de traumatismo pediátrico.

## Puntuación pediátrica del traumatismo
Se han desarrollado varios sistemas de clasificación que utilizan alguna combinación de datos subjetivos y objetivos en un esfuerzo para cuantificar la gravedad del traumatismo. Los ejemplos incluyen la puntuación de gravedad de lesiones y una versión modificada de la escala de coma pediátrico de Glasgow. Los sistemas de clasificación más complejos, como la Revised Trauma Score, APACHE II, y SAPS II agregan datos fisiológicos a la ecuación en un intento de definir con mayor precisión la gravedad, que puede ser útil en la selección de víctimas así como en la determinación de la gestión médica y la predicción del pronóstico.
Aunque son útiles, todas estas medidas tienen limitaciones significativas cuando se aplican a pacientes pediátricos. Por esta razón, los proveedores de atención médica a menudo emplean sistemas de clasificación que han sido modificados o incluso desarrollados específicamente para su uso en la población pediátrica. Por ejemplo, la escala de coma pediátrico de Glasgow es una modificación de la escala de coma pediátrico de Glasgow que es útil en pacientes que aún no han desarrollado habilidades lingüísticas.
Haciendo hincapié en la importancia del peso corporal y el diámetro de las vías respiratorias, se estableció la puntuación de traumatismo pediátrico para reflejar específicamente la vulnerabilidad de los niños a lesiones traumáticas. La puntuación mínima es de –6 y la puntuación máxima es de +12. Existe una relación lineal entre la disminución de la puntuación de traumatismo pediátrico y el riesgo de mortalidad (es decir, cuanto menor es la puntuación de traumatismo pediátrico, mayor es el riesgo de mortalidad). La mortalidad se estima en 9% con la puntuación de traumatismo pediátrico > 8, y al 100% con la puntuación de traumatismo pediátrico ≤ 0.
En la mayoría de los casos, la gravedad de una lesión traumática pediátrica está determinada por la puntuación de trauma pediátrico a pesar de que algunas investigaciones han demostrado que no hay beneficio entre ella y la escala de trauma revisada.